# Schaumberg (Adelsgeschlecht)

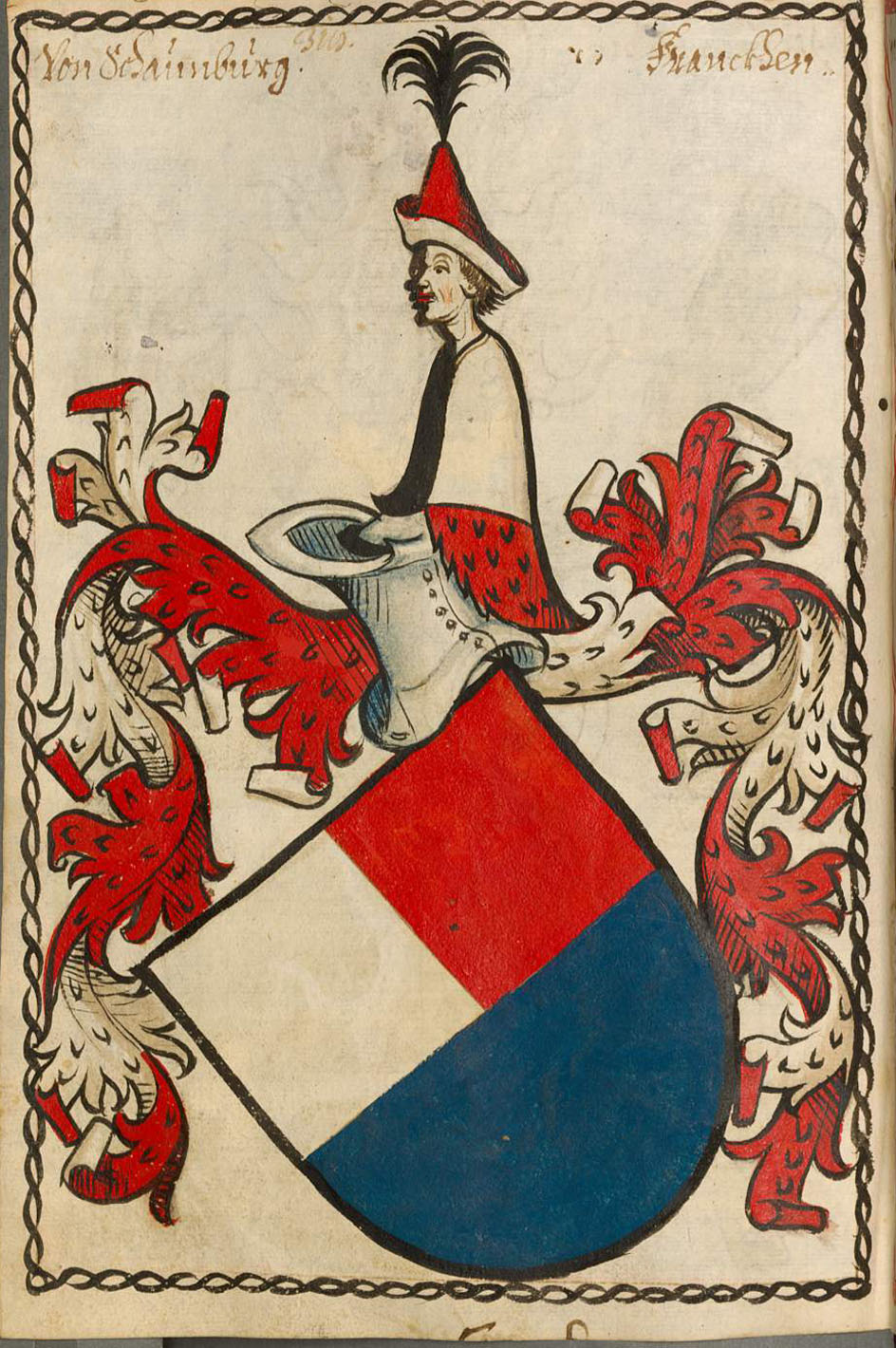
Stammwappen derer von Schaumberg nach dem Scheibler’schen Wappenbuch

Schaumberg (ehemals auch erwähnt als Scowenberc, Schowenberg, Schavenberg, Schawnberg und Schawmburg) ist der Name eins weitverzweigten fränkischen Adelsgeschlechts mit der Stammburg Schaumburg im fränkisch geprägten südlichen Thüringen an der Grenze zu Bayern. Die Herren von Schaumberg zählten unter anderem zur Ministerialität der Grafen von Andechs und späteren Herzöge von Andechs-Meranien und gehörten dem Fränkischen Ritterkreis an. Die Schaumberger übten großen Einfluss auf den fränkischen Raum aus. Das Geschlecht ist 2002 im Mannesstamm erloschen.

## Geschichte

### Ursprung

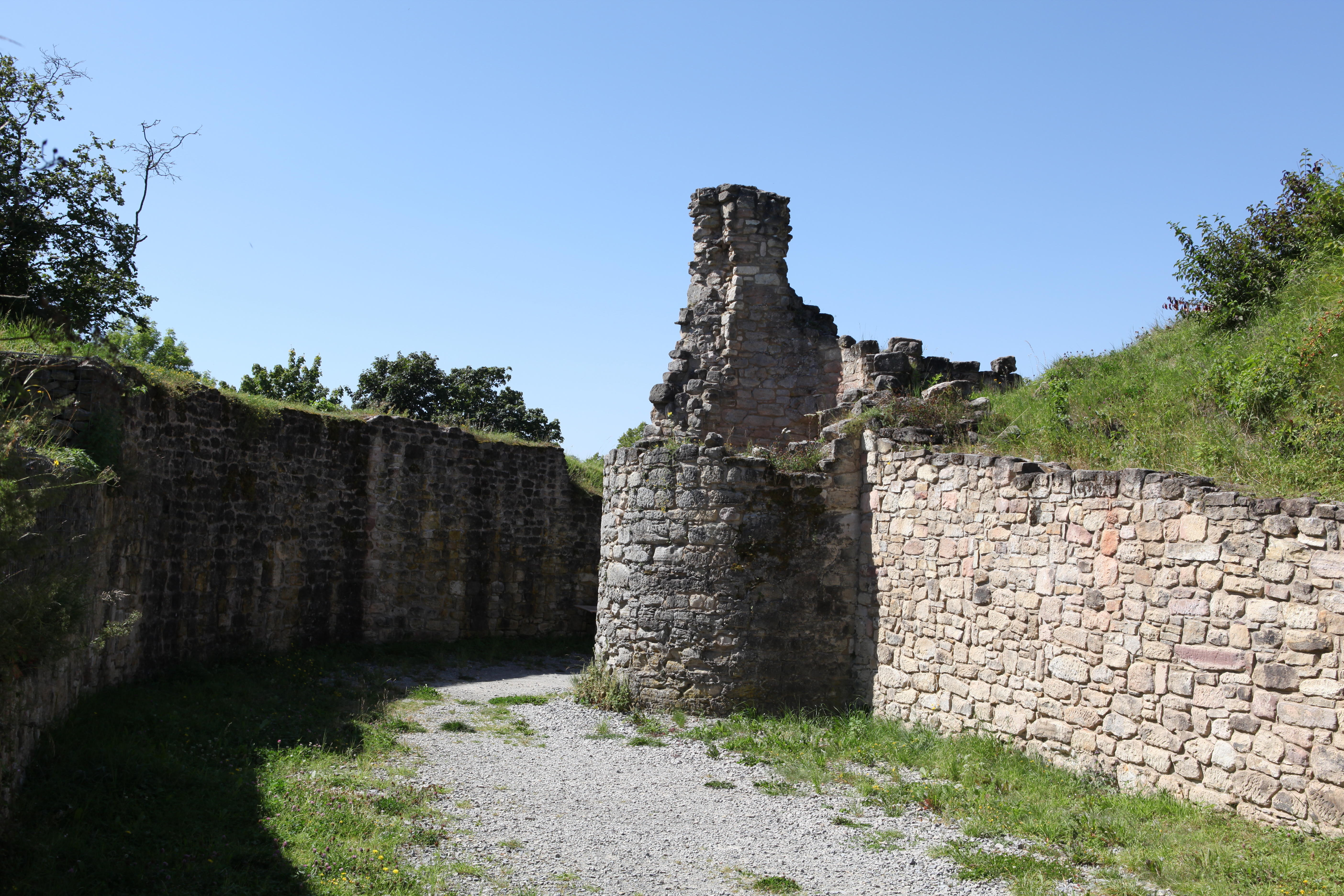
Schaumburg (Thüringen)

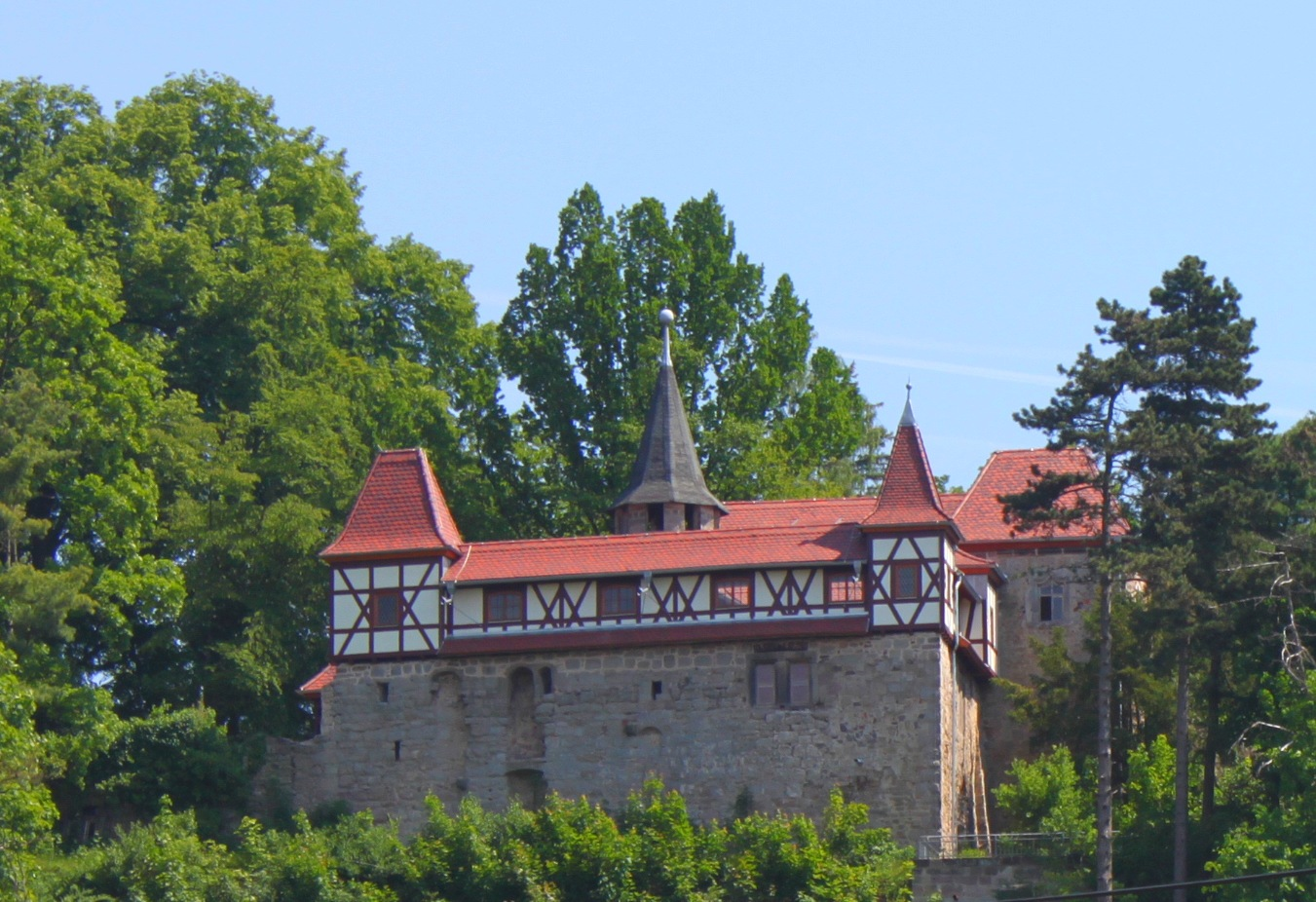
Burg Neuhaus

Das castrum schaumburg wurde gemeinsam mit dem castrum sonneberg, dem Herrschaftssitz der Herren von Sonneberg, mögliche Verwandte der Schaumberger, im Zusammenhang mit der Stiftung des Klosters Banz 1071 in einer Abhandlung, die allerdings erst nach 1295 verfasst wurde, erstmals erwähnt. 1174 wurde die Burg Schaumberg im Schalkauer Land als Allod der Burggrafen von Meißen aus der Familie Sterker von Wohlsbach erstmals urkundlich genannt. Die Ersterwähnung derer von Schaumberg erfolgte 1216 in einer Schenkung an das Kloster Banz, in der Heinrich [I.] und Otto [I.] mit dem Stammsitz ihres Geschlechtes auf Burg Schaumberg aufgeführt wurden. Die Burg, die bis zum Aussterben der Grafen von Sterker von Wohlsbach im Jahr 1177 in deren Besitz blieb, kam im Anschluss in den Besitz derer von Schaumberg. Eine Verbindung zwischen den niederadligen Schaumbergern und den gräflichen Sterkern von Wohlsbach durch Heirat ist aufgrund der Ständeordnung unwahrscheinlich, vermutlich hat aber eine Vasallenverbindung bestanden. Im Zuge des Besitzübergangs der Burg Schaumberg dürfte auch die Benamung des Geschlechts erfolgt sein, welches analog zu den Geschlechtern Giech und Plassenberg nach ihrem Dienstsitz als Ministerialen geschah. Der Kern der schaumbergischen Herrschaft wurde somit vermutlich mit dem auf die von Sterker-Wohlsbach zurückgehenden Reichslehen im Südwesten den Thüringer Schiefergebirges begründet. Bestätigt wurde das Reichslehensverhältnis 1245 von Kaiser Friedrich II. für Heinrich II. von Schaumberg sowie für seine beiden Söhne Otto II. und Heinrich III.
Bis 1315 erweiterten die Herren von Schaumberg ihre Herrschaft auf das Sonneberger Unterland, wo sie zur Sicherung ihrer Interessen gegenüber den ebenfalls in dieser Region engagierten Vicedomini von Würzburg das „Newe Hus“, die in ihren Ausmaßen eher bescheidene Burg Neuhaus, anlegten.

### Entwicklung
Nach dem Aussterben der Herzöge von Andechs-Meranien im Jahr 1248 erhob die Grafschaft Henneberg Anspruch auf das Reichslehen dieser Region. Die Henneberger erhielten die Schaumburg 1260 im Langenstadter Rechtsspruch zugesprochen und verdrängten die Schaumberger auf das Rittergut Niederfüllbach, belehnten aber 1317 die Kinder Heinrichs des Älteren von Schauenberg mit dem verbliebenen Besitz ihrer inzwischen ausgestorbenen Verwandten, der Herrschaft Sonneberg. Daraus entstand die Linie Schaumberg-Rauenstein, die in Rauenstein, auf halbem Wege zwischen Schalkau und Sonneberg, einen neuen Herrschaftssitz anlegte. Diese Burg wurde 1349 als „Ruhestein“ erstmals urkundlich genannt. Heute ist sie eine Ruine. 1343 schloss Markgraf Friedrich II. von Meißen ein Schutzbündnis mit den Schaumbergern und belehnte sie in der Folgezeit mit ihren ehemaligen Besitztümern. So bewirtschaftete die Familie neben ihrem unmittelbaren Eigentum und Geschlechtsgut (Fideikommiss) zeitweise verschiedene Anteile am Reichslehen und zusätzlich ein Mannlehen, das von Generation zu Generation erstritten bzw. gesichert werden musste. Die Schaumberger hatten u. a. eine Fehde mit Lutz Schott von Schottenstein.

## Namensträger und Stammlisten derer von Schaumberg

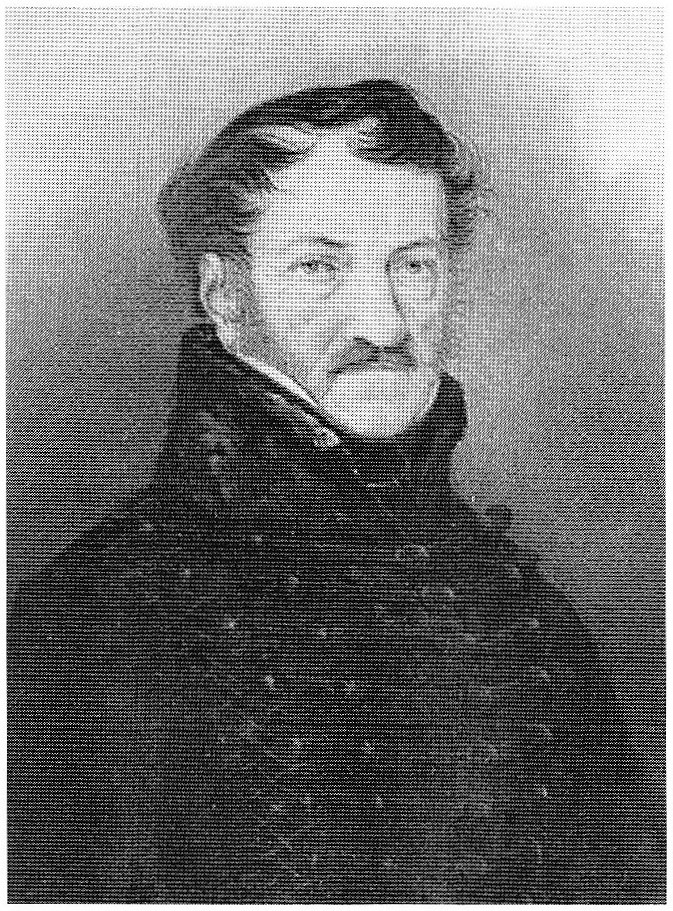
Gemälde (ca. 1850) von Anton Ludwig Ferdinand von Schaumberg, dem letzten Besitzer aus der Schaumbergfamilie in Schloss Kleinziegenfeld

### Stammliste
Die Stammliste beruht auf den Stammbäumen in den beiden Regestenbänden von Oskar von Schaumberg (vgl. Literatur).
1. Unbekannter Stammvater der Schaumberger
  1. Heinrich I. von Schaumberg (* um 1165/70; † 1243)
    1. Otto I. von Schaumberg (* um 1190; † wohl vor 1239)
    2. Heinrich II. von Schaumberg (* um 1190/95; † 1250) ⚭ evtl. mit einer Reichsministerialen von Schellenberg
      1. Otto II. von Schaumberg (* um 1215; † 1276) ⚭ N.N., ⚭ II) Eusemia von Windheim
        1. I) Eberhard II. von Schaumberg (* vor 1250; † nach 1276)
          1. Heinrich von Schaumberg zu Schwarzburg († nach 1315)

        2. I) Otto von Schaumberg zu Schwarzburg (* vor 1250; † nach 1315); Domkanoniker, Domkellner und Dompropst des Bistums Bamberg
        3. II) N.N. (* um 1272/76)

      2. Heinrich III. von Schaumberg (* um 1215; † 1265) ⚭ Adelheid (* evtl. Förtsch von Thurnau; † nach 1266)
        1. Heinrich IV. von Schaumberg (* um 1240; † 1303) ⚭ Gisela (* evtl. Marschalk von Kunstadt; † 1294 oder später)
          1. Heinrich V. von Schaumberg (* um 1270; † 1335) ⚭ N.N. (* evtl. von Kotzau)
            1. Gisela von Schaumberg (* um 1300) ⚭ vor 1318 mit Heinrich von Walsberg († 1328), ⚭ II) vor 1334 mit Christian von Coburg
            2. Gerhaus von Schaumberg (* um 1300) ⚭ Johann Fliger († 1332), ⚭ II) Johann von Wenkheim († 1385)

          2. Eberhard IV. von Schaumberg (* um 1270; † zw. 1323 bis 1336) ⚭ Mechthild Marschalk von Kunstadt zu Redwitz
            1. Heinrich VIII. von Schaumberg (* um 1290/95; † 1360) ⚭ Christine von Lichtenstein
              1. Eberhard IX. von Schaumberg (* um 1315; † nach 1352)
              2. Heinrich XIV. von Schaumberg (* um 1315; † 1378) ⚭ Anna von Schletten

            2. Erkenbrecht von Schaumberg (* um 1290/95; † 1352) ⚭ N.N.
              1. Eberhard X. (* um 1315; † 1387) mit seinem Tod erlosch 1387 die Linie des Eberhard IV. von Schaumberg im Mannesstamme.

            3. Heinrich IX. von Schaumberg (* um 1295; † 1360) ⚭ Katharina von Seckendorff
            4. Fritz von Schaumberg (* um 1320; † nach 1360)
            5. Heinrich XV. von Schaumberg (* um 1320; † nach 1360)
            6. Eberhard VI. von Schaumberg (* um 1300; † 1360)
            7. Agnes von Schaumberg (* um 1300)

          3. Heinrich Va. von Schaumberg (* um 1270; † 1334) ⚭ Margarethe (evtl. Marschalk von Kunstadt)
            1. Eberhard VII. von Schaumberg (* um 1300; † 1334) ⚭ N. N. Fligerin (Voitin von Salzburg)
              1. Heinrich XVI. von Schaumberg (* um 1330; † 1411) ⚭ I. um 1359 Eva von Maßbach, ⚭ II. um 1381 Sophie von Giech
                1. Wilhelm I. von Schaumberg (* um 1370; † nach 1382), Begründer der 1571 im Mannesstamme erloschenen Linie zu Thundorf
                2. Heinz XXII. von Schaumberg (* um 1375; † nach 1412)
                3. Hans IV. von Schaumberg (* um 1380; † nach 1416), Deutsch-Ordens-Herr
                4. Eberhard XIII. von Schaumberg (* um 1385), Begründer der 1475 im Mannesstamme erloschenen Linie zu Rügheim
                5. Georg I. von Schaumberg (* um 1390; † nach 1475), Domherr und ab 1459 Fürstbischof von Bamberg
                6. Adam I. von Schaumberg (* um 1395; nach † 1423), Deutsch-Ordens-Herr, Bischofsvogt zu Samland und Marschall zu Riga
                7. Margarete (* um 1395) ⚭ Lamprecht von Seckendorff-Rinhofen

            2. Heinrich X. von Schaumberg (* um 1300; † 1334)
              1. Heinz XVII. von Schaumberg (* um 1325; † 1385) ⚭ I. Gisela (evtl. von Coburg), ⚭ II. Margarethe N.N.
                1. Hans V. von Schaumberg (* um 1345; † 1395/96) ⚭ Anna N.N.
                  1. Georg IV. von Schaumberg (* um 1365; † zwischen 1396 und 1421 in Mitwitz)
                    1. Leonhard I. von Schaumberg (* um 1385), begründete die 1593 im Mannesstamme erloschene Linie zu Saalfeld-Döschnitz (Schwarzburg)
                    2. Peter II. von Schaumberg (* 1388; † 1469), Bischof von Augsburg 1424–1469, Kardinal (Gedenkstein im Augsburger Dom)
                    3. Georg VI. von Schaumberg (* um 1390) Hofmeister zu Augsburg
                    4. Otto V. von Schaumberg (* um 1390) Probst zu Augsburg

                  2. Heinz XXIV. von Schaumberg (* um 1375) – Begründete die Linien zu Haig, Württemberg († 1815), Kleinziegenfeld († 1858) und Stöckigt
                  3. Georg V. von Schaumberg (* um 1375)

            3. Carl I. von Schaumberg (* um 1300; † um 1385) ⚭ Margarethe von Lichtenstein
              1. Apel von Schaumberg (* um 1325; † um 1385) ⚭ Anna von Füllbach – Begründer der 1514 im Mannesstamme erloschenen Linie zu Untermanndorf
              2. Heinz XVIII. von Schaumberg (* um 1325; † nach 1391) – Begründer der 1549 im Mannesstamme erloschenen Linie zu Lichtenfels-Unterfüllbach
              3. Carl II. von Schaumberg (* um 1325; † nach 1381) – Begründer der Linien zu Streufdorf († 1511), Gereuth († 1547), Traunstein († 1659) und Obersiemau († 1767)
              4. Peter von Schaumberg (* um 1330; † um 1389) ⚭ Huse von Mutensheim
              5. Eberhard XI. von Schaumberg (* um 1335; † um 1433), ab 1406 Chorherr zu St. Burkhard zu Würzburg, 1408 päpstliche Ernennung zum Abt von Kloster Banz

            4. Heinrich XI. von Schaumberg (* um 1300; † 1374) ⚭ Else von Streitberg
              1. Hans II. von Schaumberg (* um 1325; † 1398) ⚭ Katharina von Aufseß, ⚭ II) Anna Fuchs
                1. Georg II. von Schaumberg (* um 1350; † nach 1394) ⚭ vor 1394 Dorothea von Schweinshaupten – Begründete die Linie Traustadt-Lisberg, die ab 1549 als Linie zu Strössendorf-Almerswind bezeichnet.
                2. Michael I. von Schaumberg (* um 1350; † nach 1392) – Begründete die 1549 im Mannesstamme erloschene Linie zu Strössendorf-Burgkunstadt-Nagel

              2. Heinz XIX. von Schaumberg (* um 1325; † nach 1396)
                1. Carl IV. von Schaumberg (* um 1350; † nach 1396) – Begründete mit seinem Bruder Hans VI. die Linien zu Münnerstadt († 1578), Sternberg († 1539) und Roth († 1532)
                2. Hans VI. von Schaumberg (* um 1350; † nach 1393)
                3. Georg III. von Schaumberg (* um 1350; † nach 1419) – Begründer der Linien Lauterburg-Effelder-Unterleiterbach-Schney († 1694) und Schaumberg († 1762)
                4. Heinrich XXIIa. von Schaumberg (* um 1350; † 1416) – ab 1415 Bischof von Samland
                5. Adam II. von Schaumberg (* um 1350) ⚭ Felicitas Voitin von Salzburg

              3. Carl III. von Schaumberg (* um 1325; † 1395) ⚭ Anna N.N.
                1. Heinz XXIII. von Schaumberg (* um 1350; † nach 1395)

            5. Otto III. von Schaumberg (* um 1300; † nach 1344); 1343–44 Propst von Ardagger
            6. Hans I. von Schaumberg (* um 1300; † 1399)
            7. Eberhard VIII. von Schaumberg (* um 1300; † 1378)
            8. Felicitas von Schaumberg (* um 1300; † nach 1390) ⚭ R. Fuchs zu Eltmann
            9. N.N. von Schaumberg (* um 1300) ⚭ vor 1348 Heinz Münzmeister

          4. Christine von Schaumberg (* um 1270; 1324) ⚭ Siegfried von Stein († 1317), ⚭ II) 1317 Hermann von Thünfeld
          5. Elisabeth von Schaumberg (* um 1270; nach 1324) ⚭ Conrad von Druschendorf

        2. Eberhard III. von Schaumberg (* um 1240; † 1300)
          1. Heinrich VI. von Schaumberg (* um 1265; † nach 1340) ⚭ N.N. von Lichtenstein (Tochter des Apels von Lichtenstein)
            1. Otto IV. von Schaumberg (* um 1300; † 1368) ⚭ vor 1337 Pia von Heldrit, ⚭ II) vor 1356 Kunne von Aufseß
              1. Hans III. von Schaumberg (* um 1320; † 1345)
              2. Heinz XX. von Schaumberg (* um 1320; † nach 1344)
              3. Eberhard XII. von Schaumberg (* um 1320; † um 1390)
                1. Kaspar von Schaumberg (* um 1350; † 1429), Abt des Klosters Schwarzach – mit ihm erlosch die Linie von Eberhard III. von Schaumberg im Mannesstamme.

              4. Petze von Schaumberg (* um 1320; † nach 1368) ⚭ vor 1368 Volknand Wolf von Landeswehr
              5. Katharina von Schaumberg (* um 1320; † nach 1356)

            2. Heinrich XII. von Schaumberg (* um 1300; † nach 1352)
              1. Heinrich XXI. (* um 1320; † nach 1383) ⚭ Anna von Füllbach
              2. Gerhaus von Schaumberg (* um 1320; † nach 1338)
              3. Felicitas von Schaumberg (* um 1320; † nach 1338)
              4. Gisela von Schaumberg (* um 1320; † nach 1338)

            3. Heinrich XIII. von Schaumberg (* um 1300; † 1349) ⚭ Hedwig N.N.

          2. Eberhard V. von Schaumberg (* um 1270; † nach 1294)

      3. Eberhard I von Schaumberg (* um 1215; † nach 1268); Domkanoniker des Erzbistums Bamberg

  2. Otto Ia. von Schaumberg zu Schauenstein (* wohl um 1175; † nach 1237; ab 1230 nur noch „von Schauenstein“)
    1. Eberhard Ia. von Schauenstein (* wohl um 1200; † nach 1237)
      1. Heinrich IIIa. von Schauenstein (* wohl um 1225; † nach 1271); Domkanoniker und Archidiakon des Erzbistums Bamberg unter Berthold von Leiningen
        1. N.N. (Tochter; * wohl um 1250; † nach 1271) ⚭ mit Konrad von Wolfstriegel, in dessen Besitz Burg Schauenstein über ging.

      2. Tuto von Schauenstein (* wohl um 1225; † zw. 1250 bis 1271)

### Weitere Namensträger
- Leutold von Schaumberg: 1325 Propst des Stiftes Ardagger
- Conrad (Konrad) von Schaumberg: 1350 bis 1357 Propst des Stiftes Ardagger
- Katharina von Schaumberg (* 14. Jahrhundert; † 1411): Äbtissin (1410–1411) im Kloster Himmelkron
- Lorenz von Schaumberg (* 1442; † 1464): Bischöflicher Pfleger auf Burg Nassenfels im Hochstift Eichstätt
- Sigismund I. von Schaumberg (* ?; † 1466): Abt (1461–1466) im Kloster Theres
- Wilwolt von Schaumberg (* um 1446; † 1510): fränkischer Niederadliger und Feldherr
- Hans von Schaumberg (* vor 1522; † ?): Bischöflicher Pfleger (1522) auf Burg Nassenfels im Hochstift Eichstätt
- Kaspar von Schaumberg (* ?; † 1536): Bischöflicher Pfleger (1523–1525) auf Burg Nassenfels im Hochstift Eichstätt, Vater des Eichstätter Bischofs Martin von Schaumberg
- Gabriel von Schaumberg (* ?; † 1525): Kanoniker in Eichstätt
- Sylvester von Schaumberg (* zw. 1466 und 1471; † 1534): ⚭ Cecilia geb. von Sparneck; gilt als Unterstützer Martin Luthers
- Martin von Schaumberg (* 1523; † 1590): Bischof von Eichstätt (1560–1590)
- Wandula von Schaumberg (* 1536; † 1545): Äbtissin des Klosters Obermünster in Regensburg

## Nobilitierungen und dynastische Ehen
Das Geschlecht von Schaumberg verzweigte sich weit im unterfränkischen und oberfränkischen Raum, wurde in die Reichsritterschaft in den Kantonen Rhön-Werra und Gebürg immatrikuliert und 1860 in den königlich-bayerischen Freiherrenstand erhoben. Das Geschlecht erlosch im Mannesstamm 2002. Die Schaumberger haben mit anderen ehemaligen Adelsgeschlechtern dynastische Ehen geschlossen wie etwa mit denen von Bibra, Giech, Guttenberg, Hanstein, Heßberg, Rosenberg und Sparneck.

## Wappen

### Stammwappen
Blasonierung: Das ursprünglichste Stammwappen derer von Schaumberg zeigt sich „geteilt, oben von Silber und Rot gespalten, unten blau“.
Erklärung: Eine Ähnlichkeit des Wappens gibt es mit dem Wappen derer von Westerstetten (Adelsgeschlecht). Dies deutet auf die verwandtschaftliche Beziehung der Herren von Westerstetten mit den Schaumbergern hin.

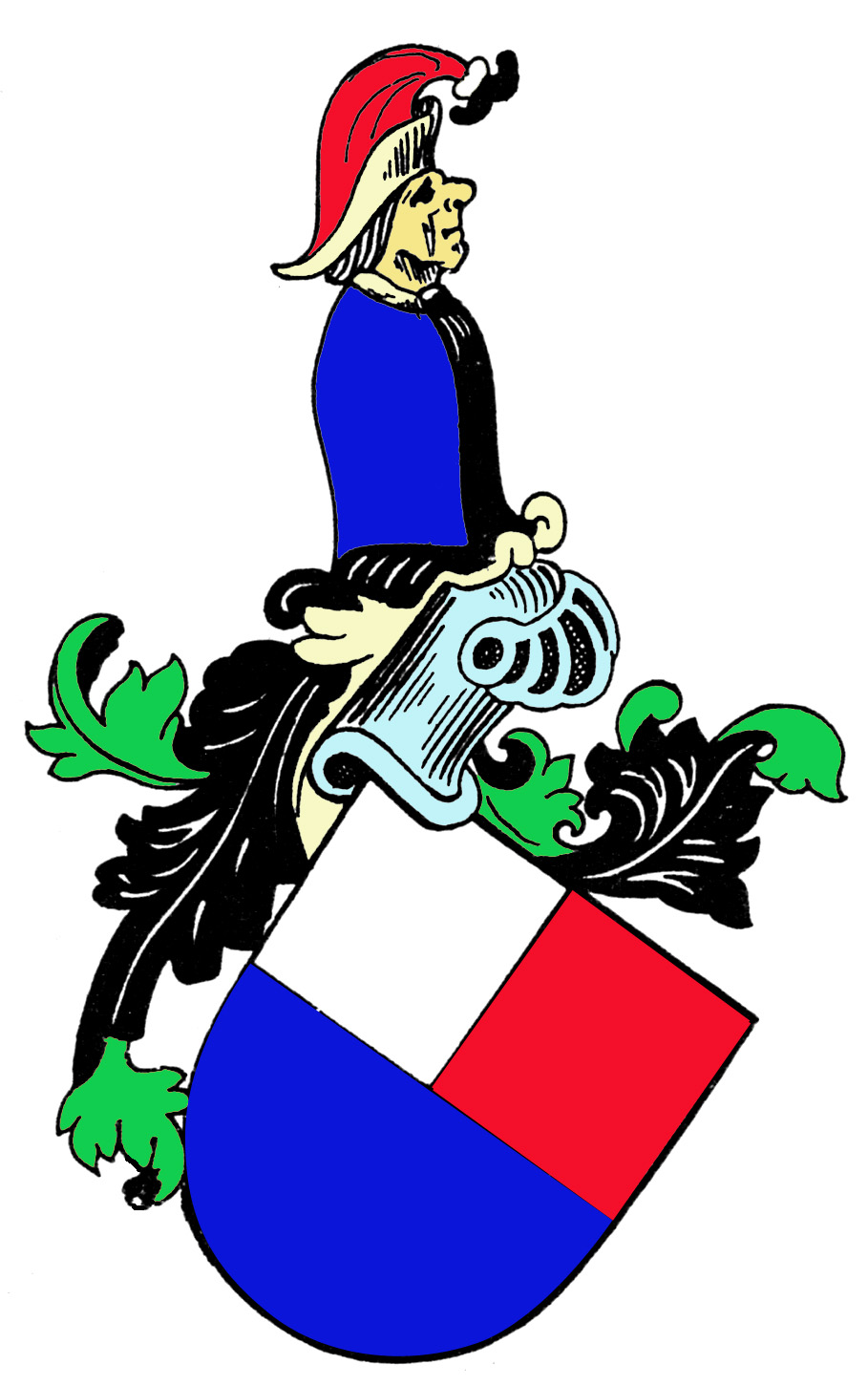
Stammwappen derer von Schaumburg
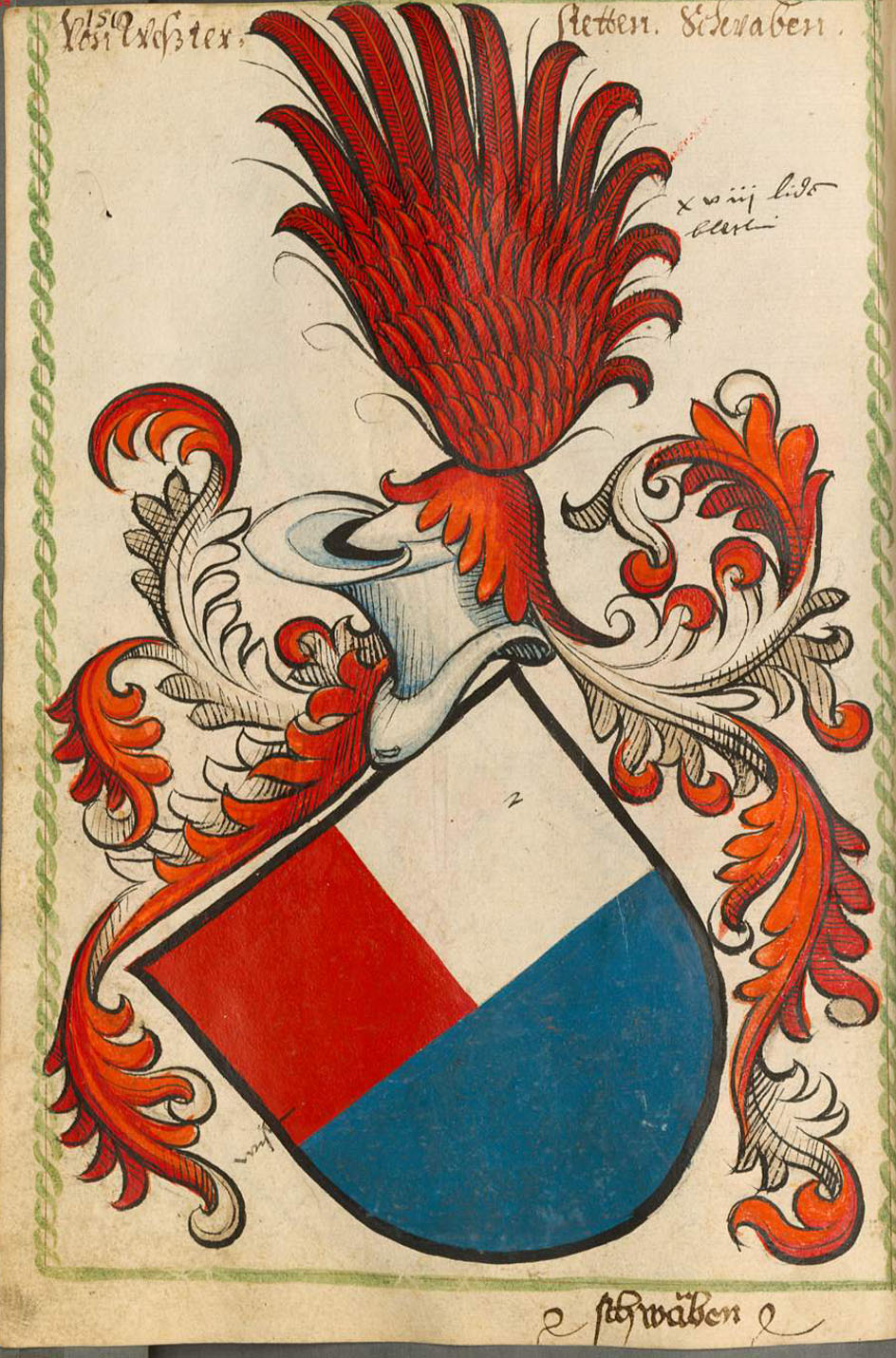
Stammwappen derer von Westerstetten, nach Scheibler
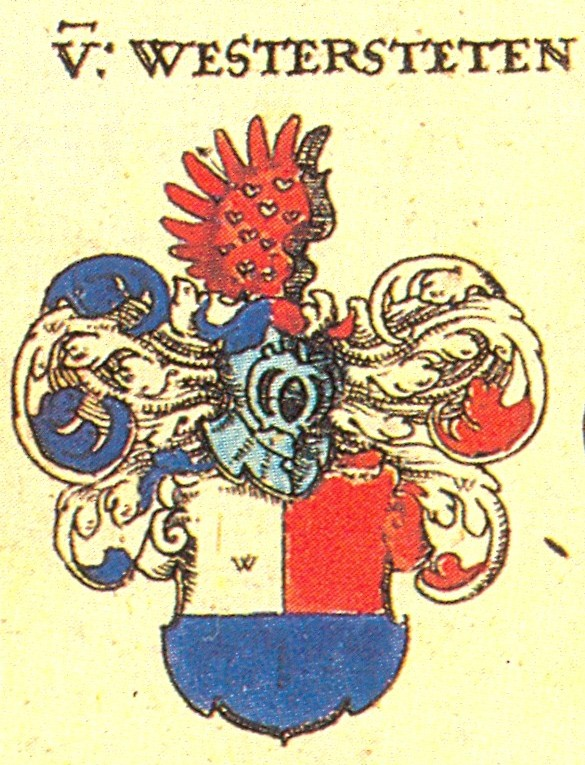
Stammwappen derer von Westerstetten, nach Siebmacher

### Gemehrtes Wappen
Blasonierung: Das gemehrte Wappen der Freiherren von Schaumburg zeigt „den Schild geviertelt; Feld 1 und 4 enthalten das Stammwappen derer von Schaumberg, Feld 2 und 3 sind gespalten: vorne in Silber eine schwarze Schafschere, hinten in Silber ein roter Sparren“ [vgl. Stammwappen derer von Sonneberg].
Erklärung: Zur Anzahl der Sparren, zu den Grundfarben und zu anderen Details existieren offenbar Varianten. Die zunehmende Komplexität von Wappenschildern und Helmzieren war ein Modetrend des Adels zur Repräsentation des eigenen Standes und zeigte auch den übernommenen Besitz eventuell schon vorangegangener ausgestorbener Linien anderer Adelsgeschlechter. Die von Schaumberg übernahmen den Besitz der Herren von Sonneberg.

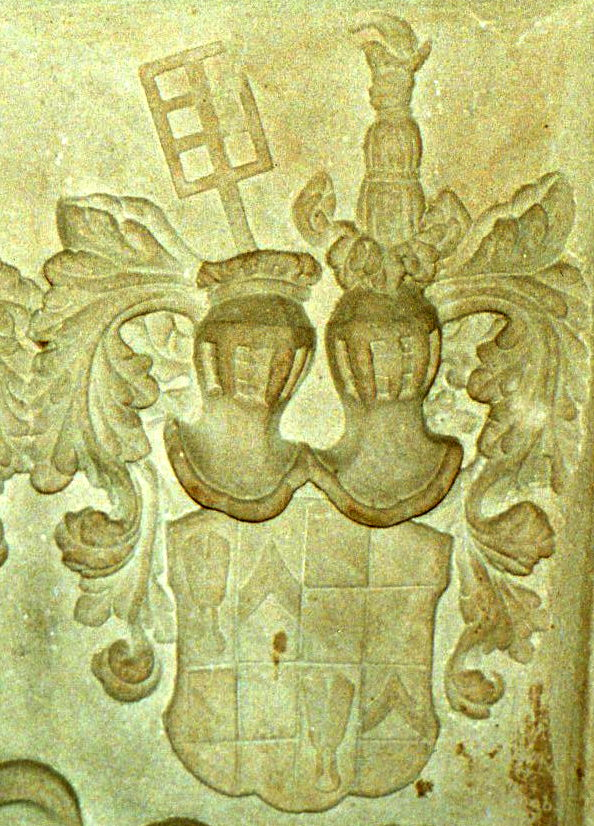
Gemehrtes Wappen derer von Schaumberg auf einem Epitaph in der Stadtkirche von Bayreuth
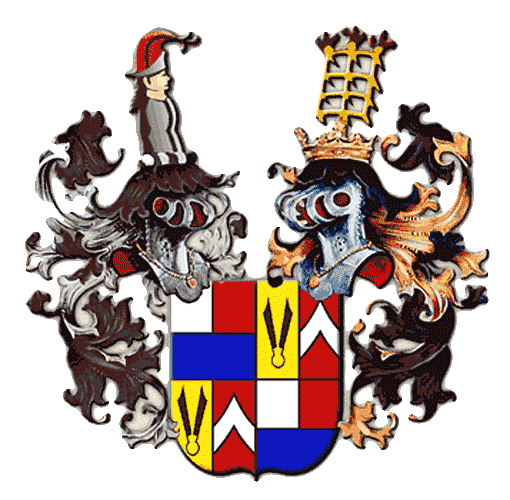
Gemehrtes Wappen der Schaumberger, nach Reinhardt Schmalz, Historische Runde Sparneck (2000)

### Wappenelemente der Schaumberger in Gemeindewappen
Die Schaumberger haben mit ihrem Wappen Einzug in Gemeinde- und Landkreiswappen gefunden. Das Wappen des Landkreises Sonneberg griff beispielsweise die geschichtlichen Wurzeln auf. Neben dem Wappen der Markgrafschaft Meißen („ein schwarzer, aufrechtstehender, rotbewehrter Löwe auf goldenem Feld“) gibt es die Elemente der gemehrten Wappen der Schaumburger.
Die Geschichte berücksichtigen ebenso die Gemeindewappen der Gemeinde Effelder-Rauenstein einschließlich deren Vorgängergemeinde Rauenstein sowie die Gemeinde Pettstadt (Oberfranken). Völlig identisch mit dem Stammwappen der Schaumberger ist außerdem das Gemeindewappen von Westerstetten. Dies deutet auf die verwandtschaftliche Beziehung der Herren von Westerstetten mit den Schaumbergern hin.

Heutiges Wappen des Landkreises Sonneberg: Felder 2 und 3 mit Elementen des gemehrten Wappen derer von Schaumberg
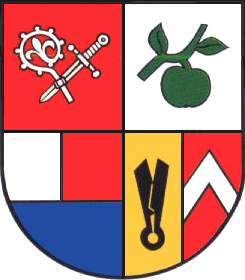
Wappen der Gemeinde Effelder-Rauenstein: Felder 3 und 4 mit Elementen des gemehrten Wappen derer von Schaumberg
Wappen der Gemeinde Pettstadt: mit Elementen des Stammwappens derer von Schaumberg
Wappen der Gemeinde Westerstetten

## Ortschaften mit Hinweisen auf die Schaumberger

### Thüringen
Burg Schaumburg mit Schalkau, Schloss Almerswind, Gut Katzberg und Rittergut Ehnes, Schloss Mupperg in Mupperg, Burg Neuhaus in Neuhaus-Schierschnitz (Gemeinde Föritztal), Schloss Effelder, Burg Rauenstein und Rauenstein in Frankenblick, Grümpen und Theuern, Bachfeld, Siegmundsburg, Schloss Unterlind in Unterlind (Landkreis Sonneberg), Schweickershausen (Landkreis Hildburghausen), Ilmenau (1476–1498)

### Bayern

#### Oberfranken
Ahorn (bei Coburg) mit Schloss Ahorn, Lauterburg bei Rödental-Oberwohlsbach, Niederfüllbach und Weißenbrunn vorm Wald (Landkreis Coburg), Heunischenburg bei Kronach, Schloss Strössendorf, Wasserschloss Mitwitz, Oberes Schloss (Mitwitz) und Mitwitz, Burg Fürth am Berg sowie Tschirn (Landkreis Kronach), Schney bei Lichtenfels (Landkreis Lichtenfels), Burg Wiesentfels bei Hollfeld (Landkreis Bayreuth)

#### Unterfranken
Rothhausen und Thundorf (Landkreis Bad Kissingen), Schloss Gereuth im Untermerzbacher Ortsteil Gereuth (früher Schaumbergsgereuth) im Landkreis Haßberge, Bergrheinfeld (Landkreis Schweinfurt)

#### Mittelfranken
Burg Veldenstein bei Neuhaus an der Pegnitz im Landkreis Nürnberger Land, Schloss Marloffstein

#### Oberbayern
Eichstätt, Schloss Hirschberg und Burg Nassenfels im Landkreis Eichstätt

## Epitaphien der Schaumberger
- Epitaphien von Sylvester und Cecilia[3] von Schaumberg in der Kirche St. Maria Magdalena in Münnerstadt
- Grabdenkmal des Bischofs Martin von Schaumberg im Dom zu Eichstätt
- Grabmal des Ritters Konrad von Schaumberg in der Marienkapelle in der Stadtmitte von Würzburg
- Gedenkstein des Kardinals Peter von Schaumberg in der St.-Augustinus-Kapelle im Augsburger Dom zeigt den Verstorbenen als Skelett
- Epitaph der Dorothea Sabina von Sparneck,[3] geborene von Schaumberg, in der Kirche von Bernstein (bei Wunsiedel).
- Epitaphien im Kloster Sonnefeld, einer Grablege des Geschlechts

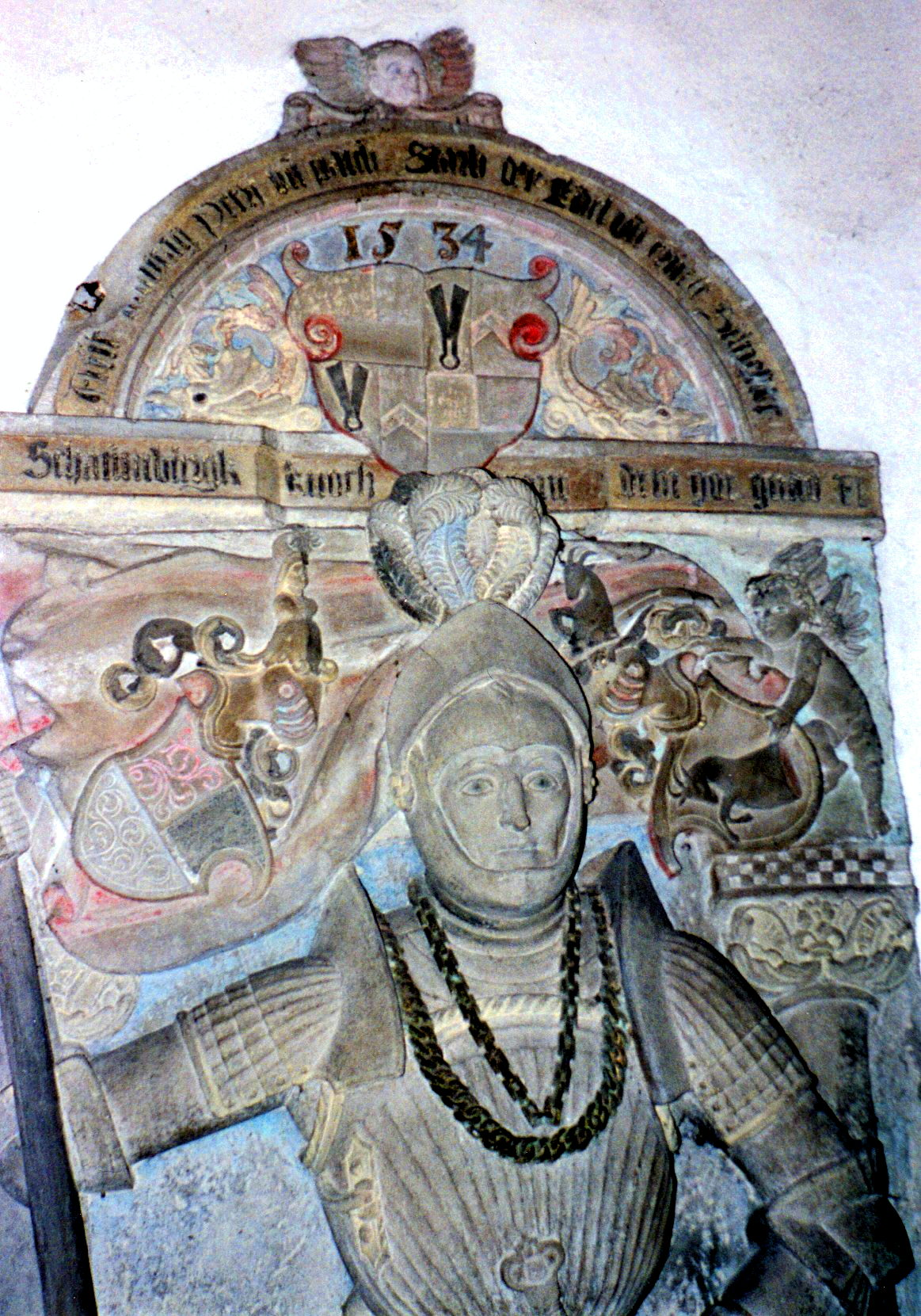
Epitaph des Sylvester von Schaumberg in der Kirche St. Maria Magdalena in Münnerstadt
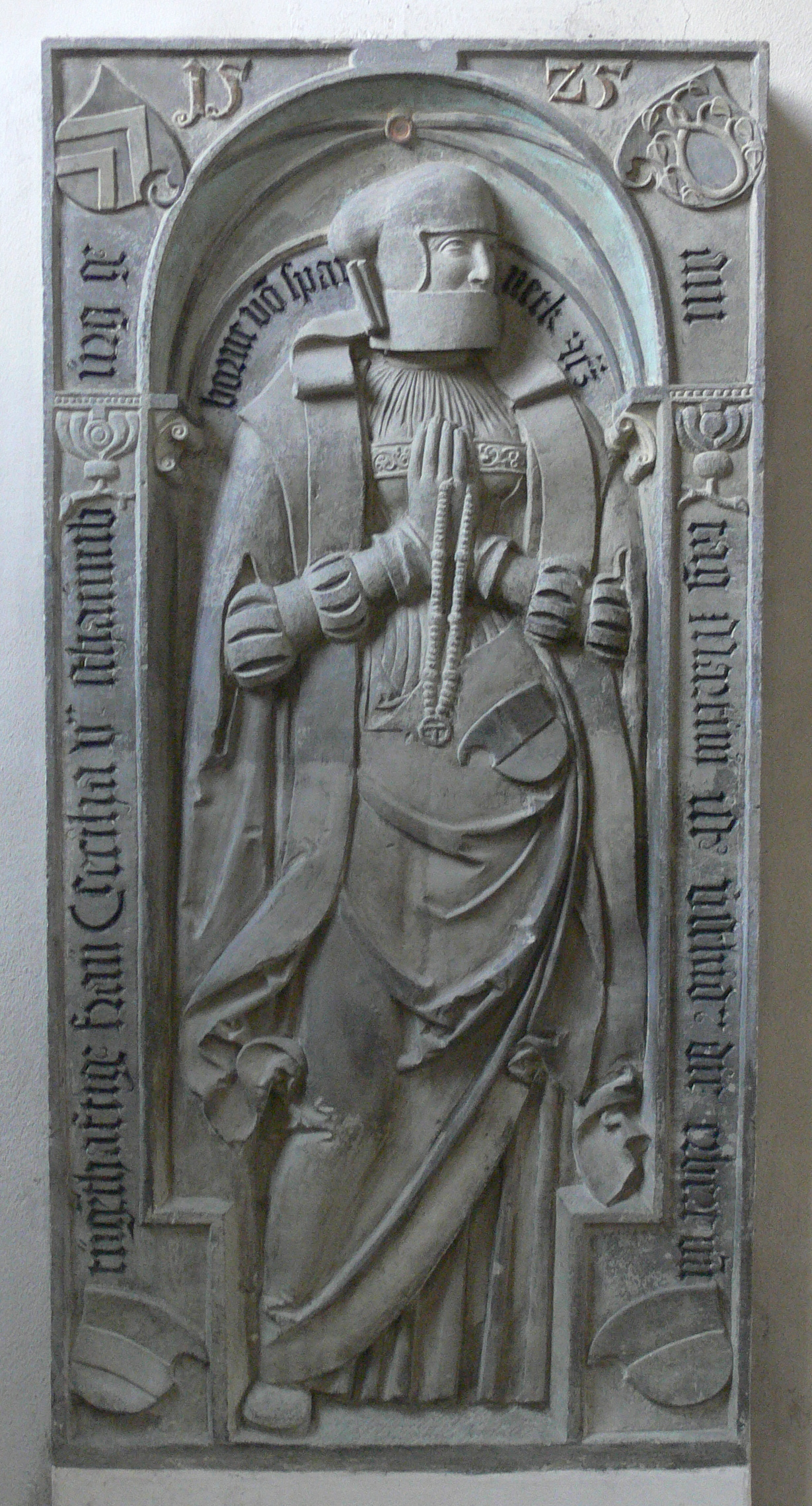
Epitaph der Cäcilia von Schaumberg, 1525, in der Kirche St. Maria Magdalena in Münnerstadt
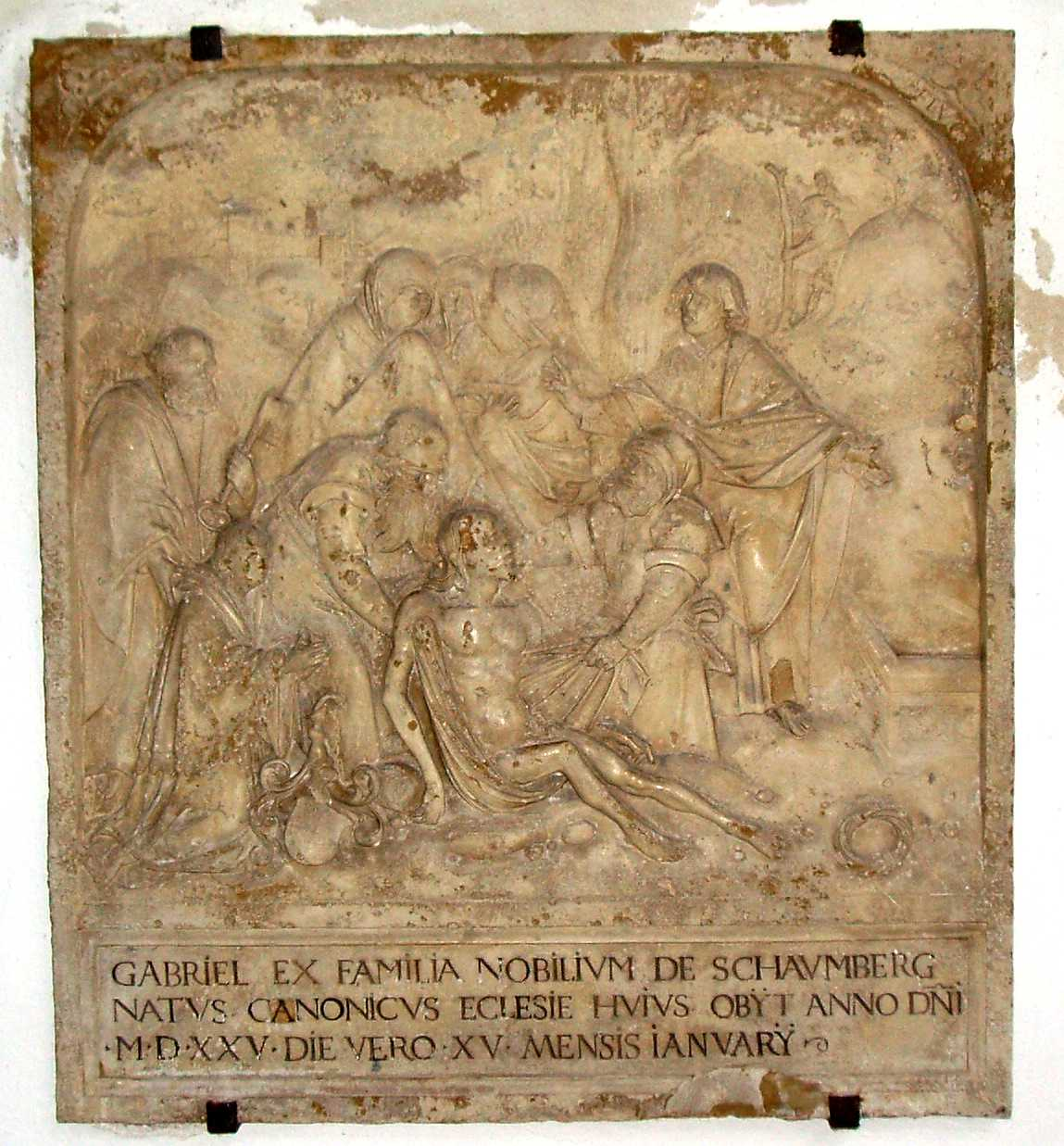
Epitaph des Gabriel von Schaumberg im Eichstätter Dom mit dem ursprünglichen Familienwappen
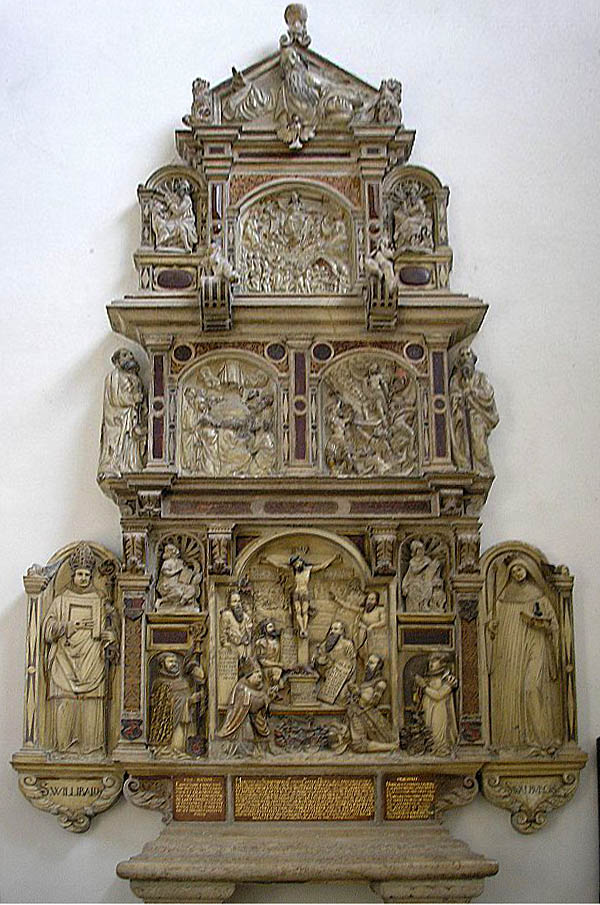
Der manieristische Epitaphaltar des Bischofs Martin von Schaumberg (1560–1590) im südlichen Querhaus im Dom zu Eichstätt
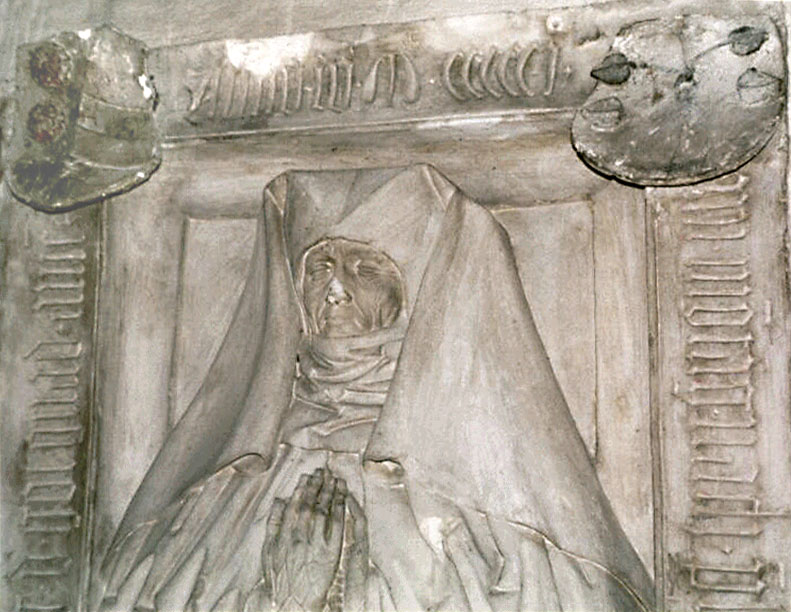
Epitaph der Brigitta von Schaumberg, geb. von Heßberg in der Ritterkapelle Haßfurt
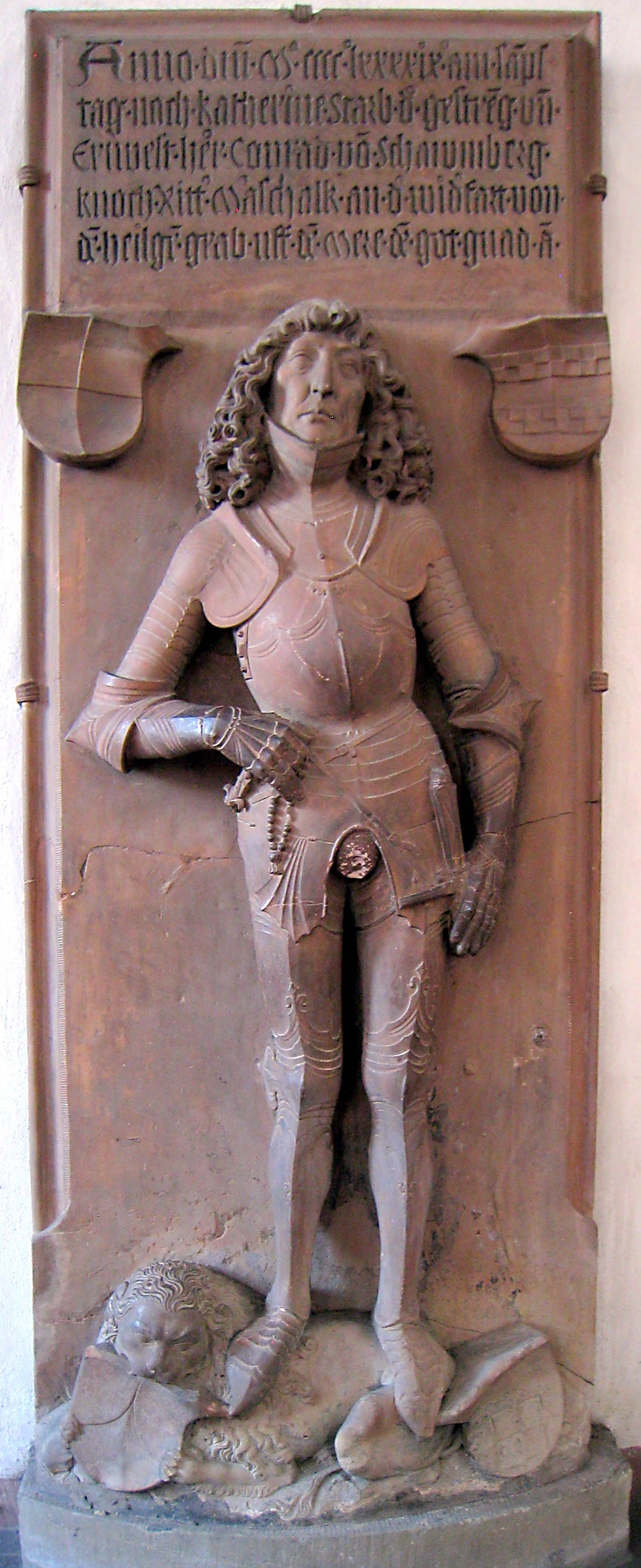
Konrad von Schaumberg, Riemenschneider, Marienkapelle Würzburg